# Bayerische Landesschule für Gehörlose
Die Bayerische Landesschule für Gehörlose ist eine Förderschule für Gehörlose in München. Sie ist die einzige im Regierungsbezirk Oberbayern. Sie umfasst eine Grund- und Hauptschule sowie eine Realschule mit angeschlossenem Schülerheim (53 Plätze in 4 Gruppen) und Tagesstätte. Außerdem ist eine schulvorbereitende Einrichtung (= Kindergarten) angeschlossen. Im September 2007 wurde der Realschulzweig der Förderschule für Gehörlose von der Samuel-Heinicke-Realschule München in Nymphenburg aufgenommen.
Es wird auch ein pädagogisch-audiologische Beratungsstelle zur Früherkennung und pädagogischen Frühförderung von hörgeschädigten Kindern angeboten.

## Geschichtliche Stationen

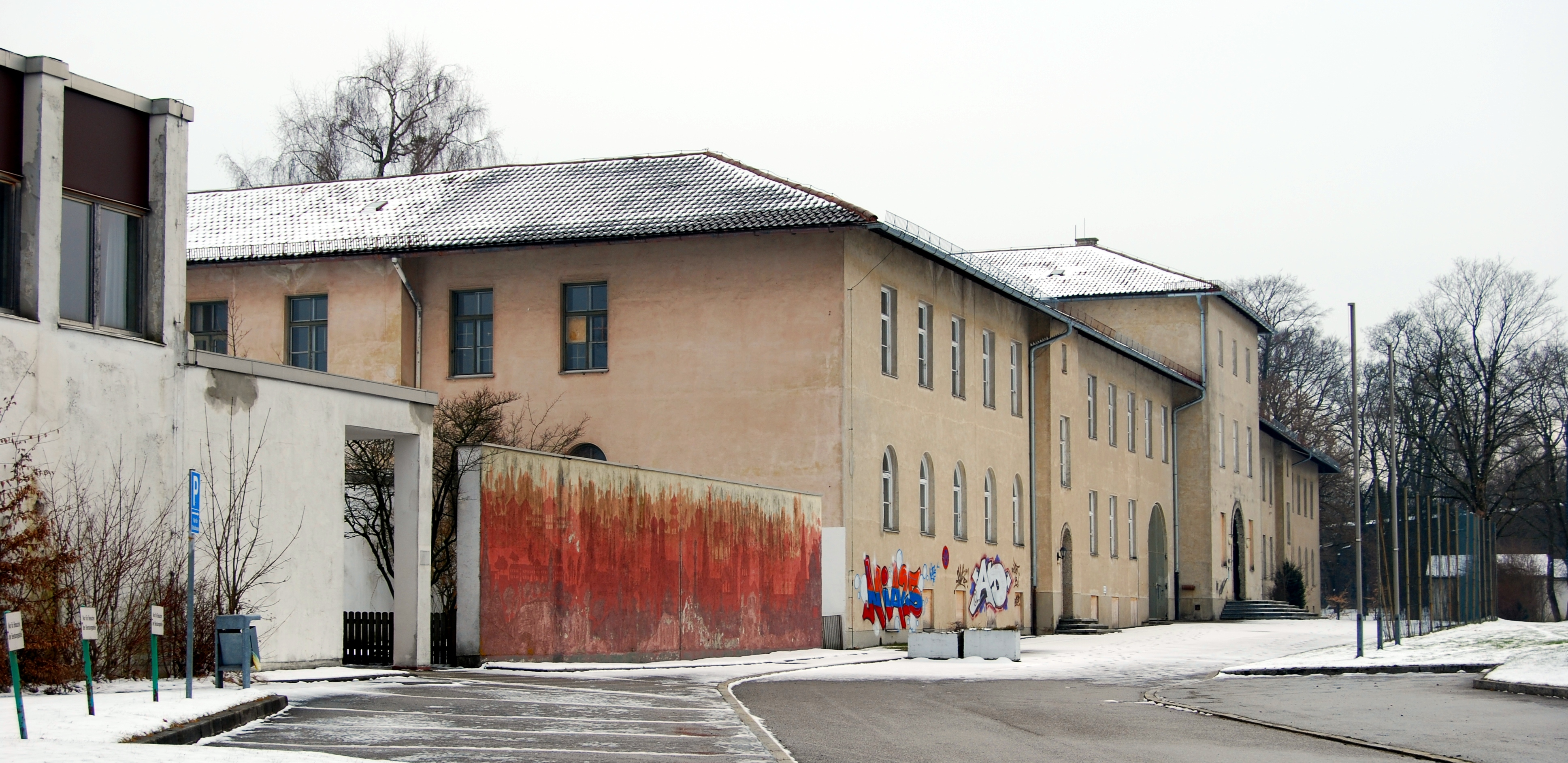
Die ehemalige Heilanstalt Neufriedenheim, Gebäude der Landesschule für Gehörlose von 1952 bis 2011.

Die Bayerische Landesschule für Gehörlose besteht seit 1804. Die verschiedenen geschichtlichen Stationen wie folgt.
Königliches Central-Taubstummen-Institut
- 1804–1826: Freising, Domdechanatshof
- 1826–1840: München, Städtisches Waisenhaus, Sendlinger Gasse 64
- 1840–1848: München, Institut der Englischen Fräulein, Am Oberanger 17
- 1848–1861: München, St. Elisabeth-Spital, Mathildenstraße 1
- 1861–1895: München, Ehemaliges Prinz-Eduard-Palais, Karlstraße 17
- 1895–1913: München, Goethestraße 70

Königliche Landestaubstummenanstalt
- 1913–1918: München, Goethestraße 70

Landestaubstummenanstalt
- 1918–1938: München, Goethestraße 70

Landesgehörlosenschule mit Heim
- 1938–1943: München, Goethestraße 70
- 1943–1947: Verschiedene Orte in Oberbayern, Verlegung der Schüler

Landestaubstummenanstalt
- 1947–1949: Verschiedene Orte in Oberbayern, Verlegung der Schüler
- 1949–1952: Tegernsee, Herzogliches Schloss
- 1952–1968: München, Fürstenrieder Straße 155 (ehemalige Heilanstalt Neufriedenheim)

Bayerische Landesschule für Gehörlose
- 1968–2011: München, Fürstenrieder Straße 155

Fusion mit dem Förderzentrum – Förderschwerpunkt Hören
- seit 2012: München, Musenbergstraße 32